# Враг с партиен билет
„Враг с партиен билет“ е устойчив клиширан израз, намерил живителна среда в Съветския съюз.
След победата на Съюзниците и в частност на Червената армия във Втората световна война се разпространява и придобива гражданственост и в бившите страни от т.нар. Съветски блок. В България след нейното обявяване за народна република, най-известният „враг на народа“, при това с партиен билет, е Трайчо Костов.
Терминът се ражда след победата на т.нар. Октомврийската революция в Русия. В страната е наложен болшевишки терор върху всякакви другомислещи, обявен индоктринално като „диктатура на пролетариата“. Забранени са всякакви форми на политически живот в страната като е наложен принципа на единоначалие в управлението на СССР – държава с една партия. Този обществен модел предпоставя целия социален живот в т.нар. социалистическо общество да се води като вътрешнопартиен. По една или друга причина, следствие от така възприетия обществен модел, членове на партията се оказват много „врагове на народа“.
Още през 1920-те години в СССР започва борба за наследството на Ленин – вътрешнопартийната битка за това кой Intuitu personae ще оглави партията, а с това и държавата. Следват редица разгорещени чистки на „народни врагове“. През 1930 г. излиза съветският филм „Партиен билет“ със сюжет, представящ това обществено явление в Съветския съюз.
През 1930-те години във връзка с разправата на Сталин с неговите вътрешнопартийни противници изразът придобива и идеологическа окраска. Най-изявените „врагове с партиен билет“ от времето на т.нар. „Голяма чистка“ са Николай Бухарин, Григорий Зиновиев, Лев Борисович Каменев и Леон Троцки.